# ハイネット (ウィッグ企業)
株式会社ハイネット（HI-NET WIG STUDIO）は、 ウィッグ及びヘアー小物の製造販売を行う企業。本社は東京都新宿区大久保にある。
全国の百貨店や専門店に、約100店舗を展開している。
ファッション用途以外にも、病気や抗ガン剤、放射線療法などの為に、頭髪が抜けてしまった患者向けの製品「メディカルウィッグ」を製造販売している。
若い女性対象に「navana」ブランドで展開もしている。

## 本社・拠点
- 本社
  - 東京都新宿区大久保2-3-4 出光新宿ビル5階
- 大阪支店
  - 大阪市西区西本町1-6-2 阿波堀ビル4階

## 概要
- 1960年 設立